# Svante Suneson
Karl Svante Suneson, född 8 juli 1904 i Svarteborgs socken, död 6 april 1997 i Västra Frölunda församling, var en svensk lärare och botaniker.
Svante Suneson var son till Algot Suneson. Han avlade studentexamen i Jönköping 1924 och studerade därefter vid Lunds universitet där han blev filosofie kandidat 1929, filosofie magister 1931, filosofie licentiat 1935 och filosofie doktor 1937. Han var 1929–1933 amanuens och 1933–1938 assistent vid botaniska laboratoriet i Lund samt 1937–1945 docent i botanik vid universitetet, och uppehöll 1944 under ett halvår professuren i botanik, särskilt fysiologi och anatomi. Efter tjänstgöring vid olika skolor 1937–1941 blev han 1944 lektor i biologi med hälsolära vid Karlstads högre allmänna läroverk och var från 1948 lektor i samma ämne vid Hvitfeldtska högre allmänna läroverk i Göteborg. Suneson studerade vid havsbiologiska stationer i Frankrike 1932, 1935, och 1937 samt i England 1937. 1939–1943 var han ordförande i Lunds botaniska förening. Han publicerade fram till mitten av 1950-talet ett 30-tal avhandlingar och uppsatser, av vilka några behandlade fanerogamfloristik fynd av fossil mistel samt embryologin hos växtsläktet Viburnum. Främst ägnade han sig dock åt undersökningar rörande havsalger och studerade därvid fysiologiska, anatomiska och utvecklingshistoriska med flera förhållanden särskilt hos rödalgfamiljen Corallinaceae. Av hans skrifter märks Studien über die Entwicklungsgeschichte der Corallinaceen (1937, doktorsavhandling), The Structure, Life-History and Taxonomy of the Swedish Corallinaceæ (1943) samt The cytology of the bispore formation in two species of Lithophyllum and the significance of the bispores in the Corallinaceæ (1950).